# مهدی شیرزاد
مهدی شیرزاد فیلمنامه‌نویس اهل ایران است. او دانش‌آموخته دانشگاه صنعتی امیرکبیر در رشته هوا فضا ست. او فیلم‌نامه‌نویسی را با علیرضا بذرافشان در سریال راه بی‌پایان شروع کرد.

## آثار

### مجموعه‌های تلویزیونی
- راه بی‌پایان
- عملیات ۱۲۵ فصل ۱
- عملیات ۱۲۵ فصل ۲
- پرده‌نشین
- خسوف (مجموعه نمایش خانگی)
- گسل[۱]
- مولانا (هنوز ساخته نشده‌است)[۲]
- نوبت لیلی

### تله‌فیلم
- تنگنا
- یکی از همین روزها
- حبیب
- حس تماس

### فیلم سینمایی
- پنهان[۳]
- مزار شریف (بازنویسی)
- در سکوت

## جوایز
- برنده‌ی جایزه‌ی بهترین فیلمنامه‌ی تلویزیونی از جشنواره فیلم شهر برای «حبیب»[۴]

## نقد‌ها در باره آثار
مصطفی عزیزی در جستاری در ایندیپندنت فارسی در باره او و نوبت لیلی می‌نویسد.«نام مهدی شیرزاد از سال‌های پیش با سریال «راه بی‌پایان» (همایون اسعدیان) در کنار علیرضا بذرافشان، که فیلم‌نامه‌نویس شناخته شده‌ای بود، به عنوان فیلم‌نامه‌نویس شنیده شد و پس از آن با فراز و فرودهایی، نام او را در فیلم‌ها و مجموعه‌های تلویزیونی مختلف دیدیم که «نوبت لیلی» رسید و عصاره همه آن تجربه‌ها در خط روایت و شکستن خط روایی به کارش آمده است، و او و سروش چیت‌ساز توانستند فیلم‌نامه‌‌ای بنویسند که برای نخستین بار اثر مدرنی خلق کند که نگاه به تاریخ و نظم‌های داستانی و نگارگری و معماری و کاشی‌کاری ایرانی دارد.»

## خروج از ایران
مهدی شیرزاد در فروردین ۱۴۰۲ از کشور خارج شد و در سالگرد تولد سارینا اسماعیل‌زاده در اینستاگرام خود نوشت: ««کمتر واقعه‌ای در این ۴۴ سال به اندازه‌ی قتل این بچه روی من تاثیر گذاشت. نمی‌دانم چقدر و چند بار ویدئوهایش را دیدم و بعد از چندین سال گریه کردم... و دردناک‌تر از همه این که کم و بیش هم‌سال پسر خودم بود. صراحت و روشنی لحظاتی که از خودش به جا گذاشت، تمام دروغ‌های پس از قتلش را خنثی و بی‌حاصل کرد و اگر مهسا-ژینا رمزی شد، سارینا یک راهنما شد که به ما بگوید آنها چه می‌خواهند.»
سارینا برای من واقعا یک راهنما بود. برای من یک لحظه‌ی قطعی را ساخت که آیا این کار و زندگی من به این همه حقارتش می‌‌ارزد یا نه؟»  وی در مقاله‌ای در نشریه هفته دعوای بین ساترا با وی‌او‌دی‌ها را جنگ بین امنیتی‌ها خواند.